# Остель (Эна)
Осте́ль (фр. Ostel) — коммуна во Франции, находится в регионе Пикардия. Департамент коммуны — Эна. Входит в состав кантона Фер-ан-Тарденуа. Округ коммуны — Суасон.
Код INSEE коммуны — 02577.

## Население
Население коммуны на 2010 год составляло 80 человек.
| 1962 | 1968 | 1975 | 1982 | 1990 | 1999 | 2010 |
| ---- | ---- | ---- | ---- | ---- | ---- | ---- |
| 126  | 130  | 110  | 94   | 96   | 82   | 80   |

## Экономика
В 2010 году среди 53 человек трудоспособного возраста (15—64 лет) 38 были экономически активными, 15 — неактивными (показатель активности — 71,7 %, в 1999 году было 68,1 %). Из 38 активных жителей работали 36 человек (21 мужчина и 15 женщин), безработных было 2 (0 мужчин и 2 женщины). Среди 15 неактивных 7 человек были учениками или студентами, 6 — пенсионерами, 2 были неактивными по другим причинам.